# Jules Dallemagne (1840-1922)
Pour les articles homonymes, voir Jules Dallemagne.
Jules Jean Joseph Dallemagne, né le 23 juin 1840 à Tilleur et décédé à Liège le 17 mai 1922 fut un homme politique wallon catholique.

## Biographie
Fils ainé de Guillaume Dallemagne (1812-1903 - avocat et industriel, directeur de la Société anonyme des Charbonnages et Hauts Fourneaux de Sclessin), et d'Hortense Lambertine Watrin, il fut ingénieur des mines (ULg, 1866).
Il fut industriel, propriétaire des Charbonnages du Bois d'Avroy et fondateur du Crédit général liégeois ; président du conseil d'administration de la Gazette de Liége (1917-1922).
Conseiller communal (1881-1888) de Tilleur, il fut élu député de l'arrondissement de Liège pour le Parti Catholique (1900-1019).
Il épouse la petite-fille d'Arsène Fabri.

## Publications
- Mémoire sur la situation de l'industrie en Belgique et sur la question ouvrière, Brussel, 1894.
- Études sur les pensions ouvrières, d'invalidité et de vieillesse, Luik, 1897
- Le crédit et la petite bourgeoisie, Luik, 1909.

## Sources
- Paul VAN MOLLE, Het Belgisch Parlement, 1894-1972, Antwerpen, 1972.
- Julienne LAUREYSSENS, Industriële naamloze vennootschappen in België, 1819-1857, Leuven, 1975.
- Jan DE MAEYER & Paul WYNANTS, De Vincentianen in België, 1842-1892 (Kadoc-Studies 14), Leuven, 1992.